# Бати, Анна
Анна Ба́ти (настоящие имя и фамилия — Аннет Стампф) (13 июня 1901, Берегсас, Австро-Венгрия (ныне Берегово, Закарпатская область, Украина) — 14 мая 1962, Будапешт, Венгрия) — венгерская оперная певица (сопрано). Народная артистка Венгерской Народной Республики (1950). Лауреат Премии имени Кошута (1954). Выдающийся деятель культуры Венгрии.

## Биография
Родилась в семье главного судьи Берегсаса. Училась игре на фортепиано, иногда пела — сначала популярные песни из оперетт, а впоследствии и отрывки из произведений Ф. Шуберта и Брамса. Её талант был раскрыт учителем музыки Максом Бачинским, бывшим оперным певцом, который однажды прогуливался по городу и случайно услышал чудесное пение. Бачинский познакомился с семьей и стал настаивать, чтобы молодая девушка обязательно училась пению профессионально.
Поступила в Будапештскую консерваторию, где училась в классе Бианки Малецки. Ещё будучи студенткой, она получила возможность исполнить партию «К берегам священным Нила» из оперы Дж. Верди «Аида». Впоследствии была приглашена в городской театр Будапешта (Театр Эркель). Там исполнила в 1928 году партии Елизаветы из оперы Верди «Тангейзер». В 1929 году её пригласили в Венгерский оперный театр. В декабре 1929 года состоялся дебют Анны Бати на большой сцене. Она исполнила партию Амелии из оперы Верди «Бал-маскарад». В течение 30 лет Анна Бати выступала на сцене Венгерской оперы.
В 1936 году была приглашена в Зальцбург, где с успехом исполнила партию в «Немецком реквиеме» Брамса.
Среди известных её оперных ролей были партии Ярославны («Князь Игорь» А. П. Бородина), Фиделио из оперы Бетховена, Татьяны («Евгений Онегин» П. И. Чайковского), Маргариты («Фауст» Ш. Гуно), графини из «Женитьбы Фигаро» Моцарта, исполняла партии в операх Верди (роли Дездемоны, Изольды, Леоноры из «Трубадура»), Штрауса, Пуччини и многих других.

## Награды
- Орден Заслуг Венгерской Народной Республики (1951)
- Народная артистка Венгерской Народной Республики (1950)
- Государственная Премия имени Кошута (1954)
- Почётное звание «Вечного члена» Венгерского оперного театра (1955).

Похоронена на кладбище Фаркашрети в Будапеште.